# Schloss Rheder

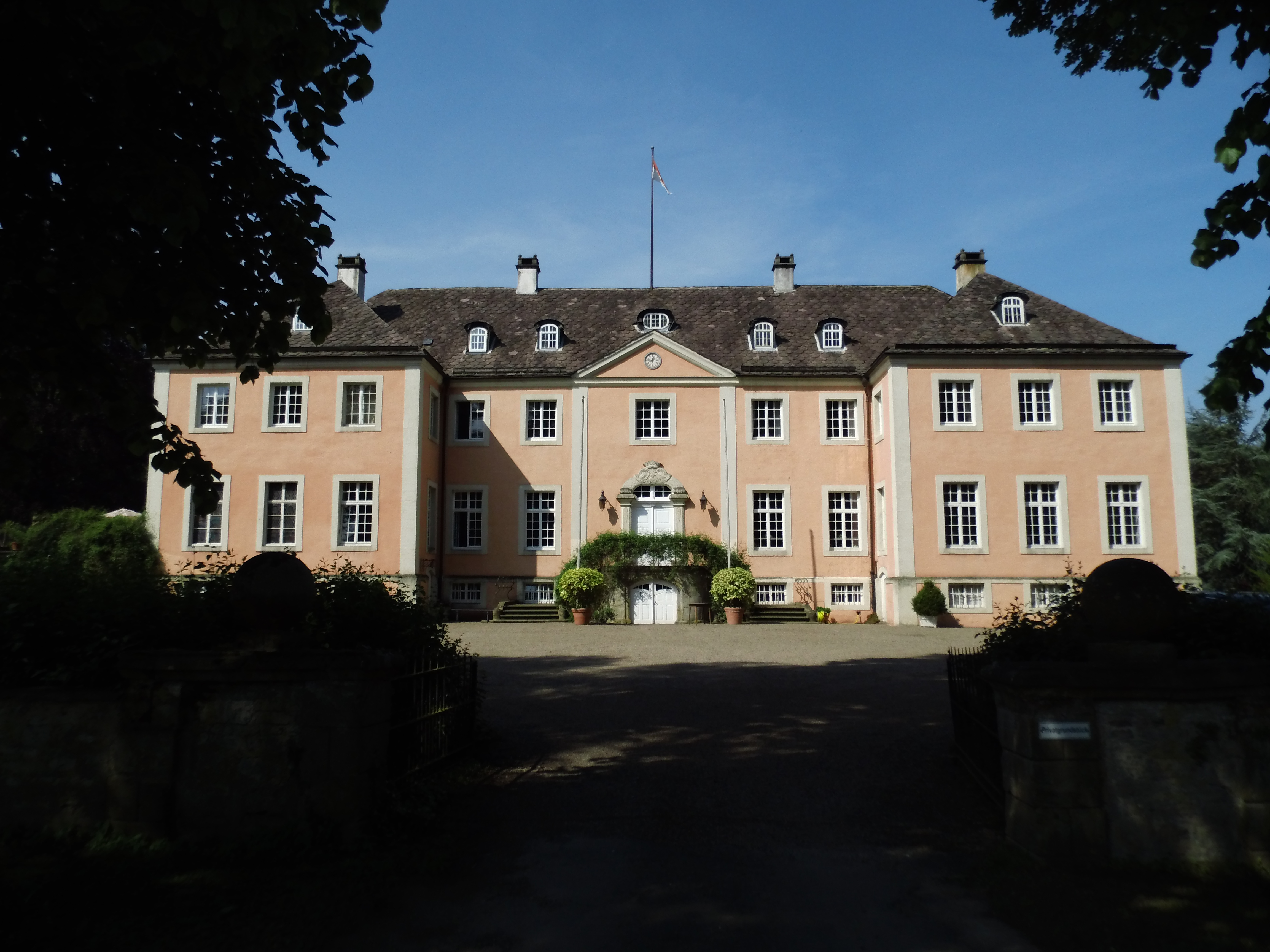
Schloss Rheder

Das Schloss Rheder ist eine kleine Schlossanlage an der Nethe im Brakeler Ortsteil Rheder, Kreis Höxter. Es ging aus einem Rittergut hervor, das Lehen des Hochstifts Paderborn war. Die Anlage befindet sich in Privatbesitz und ist von einem acht Hektar großen Englischen Landschaftsgarten umgeben. Dieser ist seit 1949 als Naturschutzgebiet ausgewiesen und für die Öffentlichkeit zugänglich.

## Beschreibung

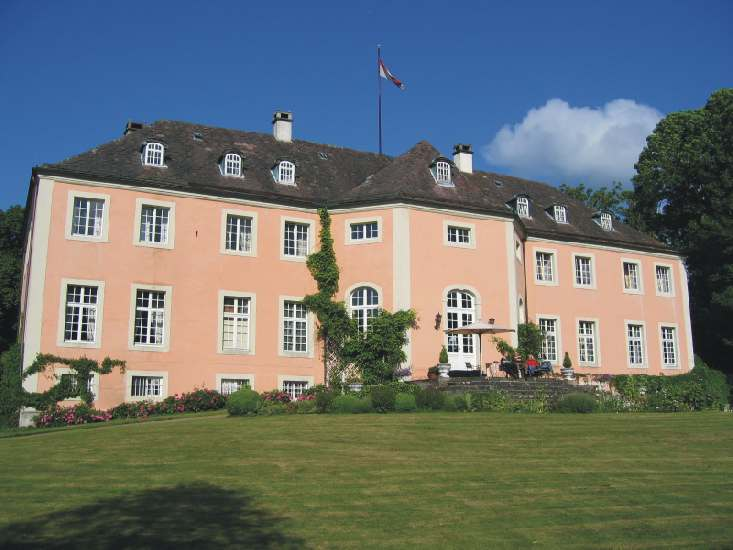
Schloss Rheder, Gartenfassade

Die Schlossanlage besteht aus einem rosafarbenen Herrenhaus und einer östlich davon liegenden hufeisenförmigen Vorburg mit gelbem Anstrich. Deren etwa 120 Meter breite Front weist zwei oktogonale Eckpavillons und eine große, mittig gelegene Tordurchfahrt mit plastischem Giebelschmuck auf.
Das zweigeschossige, spätbarocke Herrenhaus mit seinen kurzen, nur angedeuteten Seitenflügeln wirkt äußerlich sehr schlicht. An seiner Ostseite besitzt es einen Mittelrisalit mit schmucklosem Dreiecksgiebel. Eine zweiläufige Freitreppe führt zu dem sich dort befindlichen Portal. Das Gebäude besitzt eine Innenausstattung im Stil des Rokoko. Besonders erwähnenswert ist neben dem sogenannten Chinesischen Zimmer mit einer handbemalten Stofftapete aus der Zeit um 1770 der reich stuckierte Gartensaal mit einem achteckigen Grundriss. Seine Ausstattung stammt von den gleichen italienischen Künstlern, die auch das Schloss Schwarzenraben ausgestalteten. Im südlichen Teil des Herrenhauses befindet sich zudem eine Schlosskapelle mit Rokoko-Dekoration.
Der Schlosspark im Stil eines Englischen Landschaftsgartens liegt größtenteils östlich der Gebäude. Besonders auffällig ist seine breite, Pückler-Schlag genannte Sichtachse, die vom Gartensaal des Herrenhauses ausgehend geradlinig zum östlich gelegenen Sieseberg führt. Zum Park gehörig sind auch eine nördlich des Herrenhauses stehende Turmruine aus dem 19. Jahrhundert, die mit Idaturm bezeichnet wird, und der ehemalige Küchengarten des Schlosses.

## Geschichte

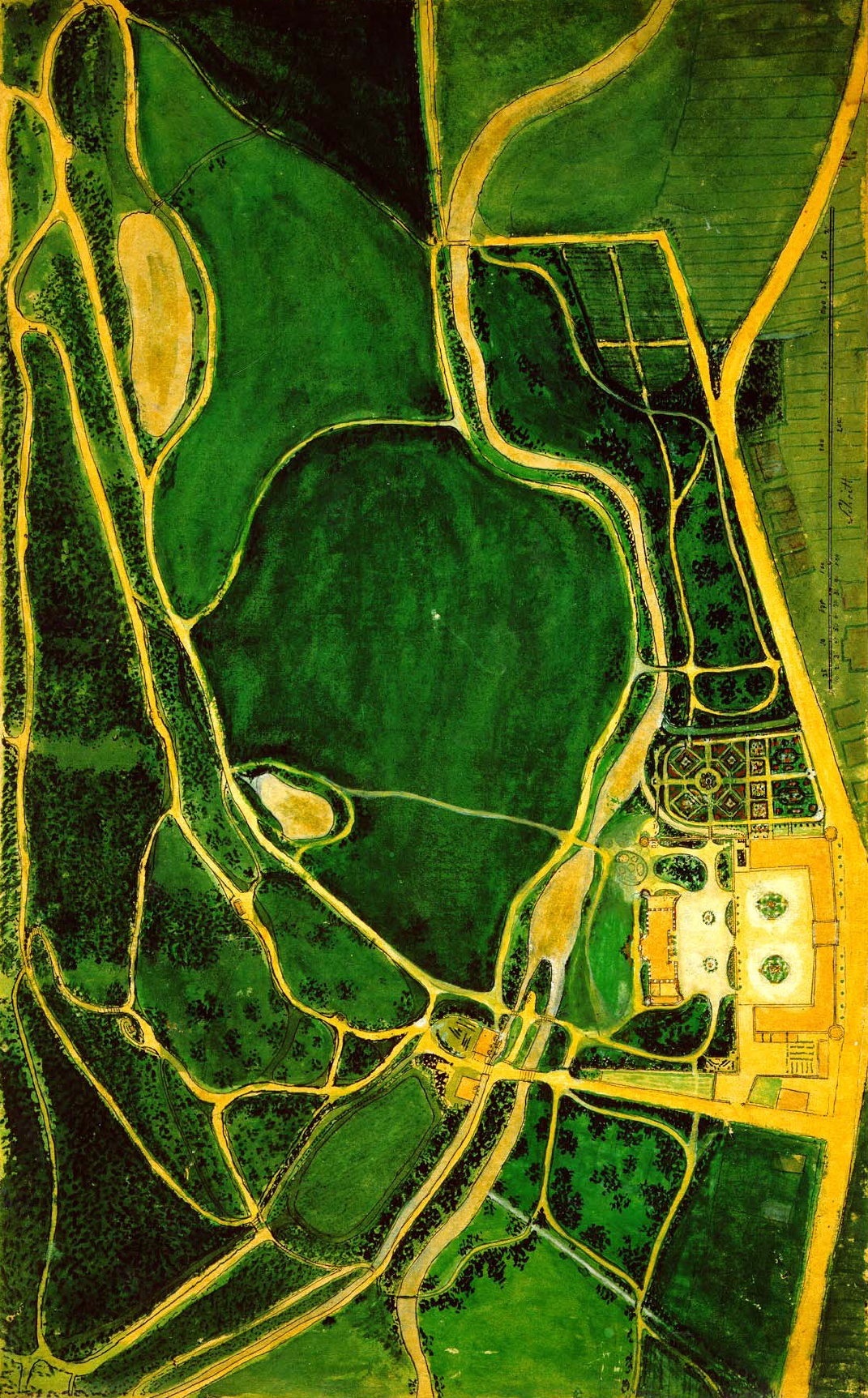
Das Schlossareal 1854

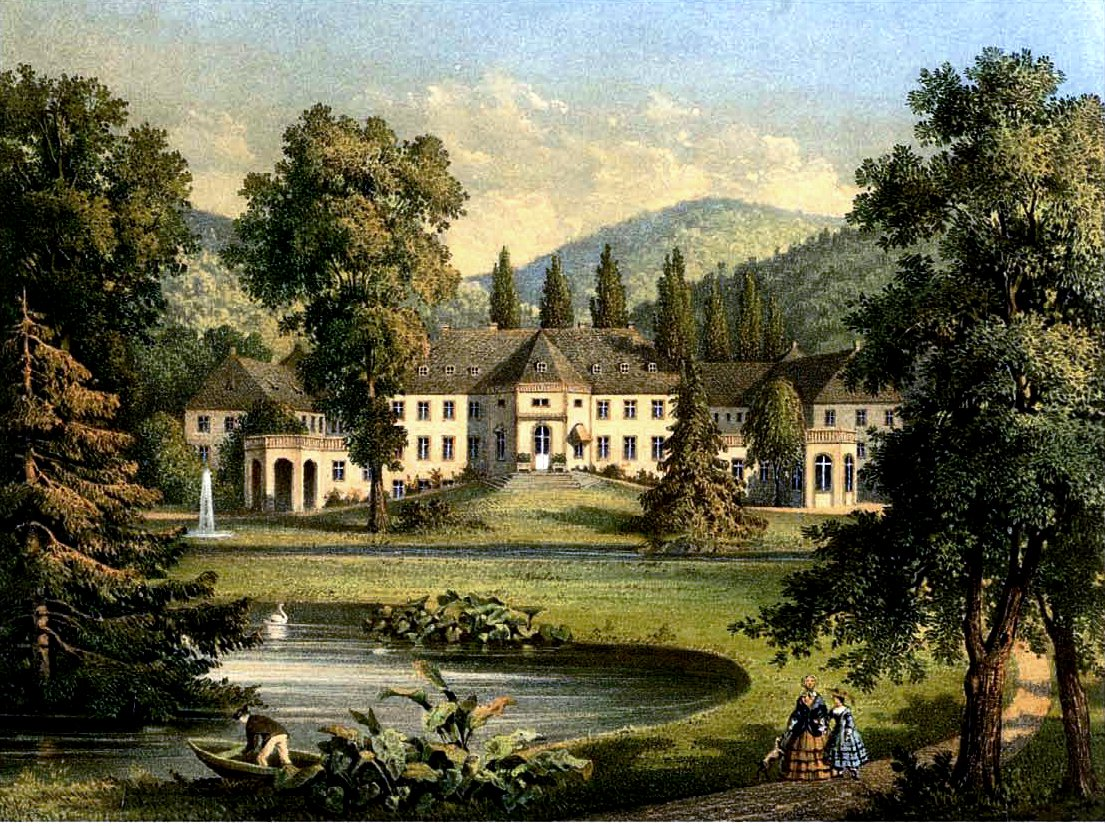
Schloss Rheder um 1860, Sammlung Alexander Duncker

Im 14. Jahrhundert war Rheder im Besitz der Ritter von Brakel. Nach deren Aussterben 1384 fielen ihre Besitzungen an das Hochstift Paderborn, dessen Bischof anschließend die Familie der Freiherren von Mengersen damit belehnte. Diese baute dort eine Burg und siedelte um 1400 nach Rheder über.
Die Burganlage wurde während des Dreißigjährigen Kriegs zerstört, so dass Christian von Mengersen anschließend mehrere Feste Häuser entlang der Nethe erbauen ließ, um von dort seine Besitzungen verwalten zu können. Sein Nachfolger Christian Falcko von Mengersen erhielt am 2. Juli 1686 vom Paderborner Fürstbischof Simon von Sternberg das Privileg zugesprochen, in Rheder Bier brauen und ausschenken zu dürfen. Damit wurde der Grundstein für die noch heutige bestehende Schlossbrauerei gelegt.
Christian Falckos Nachfolger Bruno Burchard von Mengersen beauftragte 1716 den westfälischen Baumeister Lambert Friedrich Corfey gemeinsam mit den beiden Brüdern Pictorius, eine mit einem Wassergraben umgebene Vorburg zu erbauen, die letztlich aber bis 1727 durch den damals noch jungen Johann Conrad Schlaun realisiert wurde. Der Vorburg folgte 1750 unter Franz Joseph von Mengersen und seiner Frau Sophie-Antoinette, geborene Freiin von Spiegel zu Desenberg der Bau des heutigen Herrenhauses nach Plänen des Architekten Johann Matthias Kitz. Brunos Enkel Clemens August von Mengersen heiratete mit Maria Anna Felicitas von Westphalen eine Frau aus einer der einflussreichsten und begütertsten Adelsfamilien des Hochstiftes. Ebenfalls während des 18. Jahrhunderts erfolgte die Anlage eines repräsentativen Barockgartens, der hinsichtlich der ursprünglichen Planung wahrscheinlich aber nur teilweise verwirklicht wurde. Der Garten war vollständig von einer Mauer umgeben, die heute noch im Süden und Norden des Schlossareals erhalten ist. 1800 trat Clemens Augusts Sohn Friedrich Wilhelm Bruno von Mengersen sein Erbe auf Schloss Rheder an und wurde für besondere Dienste 1814 in den erblichen Grafenstand erhoben.
Der heutige Landschaftsgarten entstand vermutlich in zwei Phasen. Die erste davon datiert auf das Ende des 18. Jahrhunderts und resultierte in einer romantisch, verspielten Gestaltung des Areals. Der Park besaß danach ein chinesisches Gartenhaus, ein Borkenhäuschen, einen Freundschaftstempel und eine Einsiedelei. Von diesen Bauten ist heute aber ebenso wenig erhalten wie von der damaligen Allee mit orientalischen Pappeln, der Roseninsel sowie der mit Tannen bepflanzten Begräbnisinsel. Die zweite Gestaltungsphase des Parks geht auf Josef Bruno von Mengersen zurück, der später durch literarische Veröffentlichungen als Dichtergraf des Nethegaus bekannt wurde. Inspiriert von den landschaftsgärtnerischen Vorstellungen des Fürsten Hermann von Pückler-Muskau verwandelte er den Park ab 1838 in einen „klassischen“ Landschaftsgarten mit einheimischen Gehölzen und ließ ihn dabei auf rund 70 Hektar vergrößern.
Mit Josef Bruno von Mengersen starb die Linie Rheder der Familie von Mengersen 1873 im Mannesstamm aus und Schloss Rheder kam per Erbgang an die Familie der Freiherren Spiegel von und zu Peckelsheim, die auch heute noch Eigentümerin der Anlage ist.

## Heutige Nutzung
In den Wirtschaftsgebäuden der Vorburg sind die mehr als 300 Jahre alte Gräflich Mengersen’sche Dampfbrauerei und ein am 9. November 2003 eröffnetes Husarenmuseum untergebracht. Letzteres nimmt Bezug auf den Schlossherrn Adolf Freiherr Spiegel von und zu Peckelsheim, der Rittmeister im Husarenregiment Zar Nikolaus’ II. war.
Zudem eröffnete 2004 ein Café in der ehemaligen Orangerie, und die Schlosskapelle sowie der Gartensaal des Herrenhauses können für Trauungen angemietet werden.
Seit 2003 ist im westlichen Teil des Landschaftsparks eine „Rauminszenierung“ der Konzeptkünstlerin Jenny Holzer zu sehen. Es handelt sich um eine Vielzahl von wie zufällig umherliegender Baumstämme, in die Texte von Holzer und von Henri Cole eingraviert sind.